# Чечеловский район
Чечёловский район (укр. Чечелівський район) — административный район украинского города Днепр. Находится в юго-западной части города, граничит с Центральным, Шевченковским, Новокодакским районами, а также Днепровским районом Днепропетровской области и рекой Днепр.
Создан в 1940 г.[уточнить] под названием «5-й полицейской части» (дореволюционный Екатеринослав делился не на районы, а на полицейские части), которая позже получила название Александро-Невской. На протяжении XX столетия границы и название Чечёловского района неоднократно менялись: 1905 год — Заводской район; 1917 год — Брянский район; 1920 год — Фабрично-Чечёловский район; 1923 год — Чечёловский район; 1925 год — Красночечёловский район, 1932 год — Красногвардейский район.
26 ноября 2015 года распоряжением и. о. городского головы № 896-р от 26 ноября 2015 года «Про переименование топонимов г. Днепропетровска» в процессе декоммунизации район переименован в Чечёловский.
В состав Чечёловского района Днепра входят микрорайоны «Чечёловка», «12-й квартал», «Краснополье», «Аптекарская балка», «Южный машиностроительный завод», «Шинник».
Адрес районного совета: проспект Леси Украинки, 65.
Глава районного совета — Наталья Васильевна Кеда.

## Население

### Языковой состав
Родной язык населения по данным переписи 2001 года:
| Язык       | Численность, чел. | Доля     |
| ---------- | ----------------- | -------- |
| Украинский | 56 708            | 46,98 %  |
| Русский    | 62 674            | 51,92 %  |
| Другое     | 1 324             | 1,10 %   |
| Итого      | 120 706           | 100,00 % |

## История происхождения названия
Название Чечеловка пошло от имени старого солдата Чечеля, который в середине 1880-х гг., первым поселился в местности на западной окраине Екатеринослава. Когда началось строительство железной дороги и моста через Днепр, здесь селится много приезжего люда. Позже на этом месте возникает Чечеловская слободка.[уточнить]
В дореволюционные годы в Екатеринославе жил известный промышленник Чечелов. Он построил металлургический завод по выплавке чугуна. Рядом с заводом образовался жилой посёлок, жители которого работали на этом заводе. После Октябрьской революции завод был переименован именем революционера Петровского, а посёлок так и остался с названием Чечеловка.
Современное название района, наряду с одноимённой козацкой слободой и гетмана Дмитрия Чечеля. В ближайшем окружении Ивана Мазепы этот человек занимал заметное место и зарекомендовал себя как надежный, дисциплинированный и ответственный. Именно поэтому Мазепа и назначил Чечеля наказным гетманом на момент своего отсутствия в Батурине.[уточнить]

## Достопримечательности района
- Свято-Благовещенский храм
- Парк памяти и примирения
- Стадион Локомотив
- Спортивный комплекс «Метеор»
- Парк «Зелёный гай»

## Промышленность
Южмаш, Конструкторское бюро «Южное», Днепровский машиностроительный завод, Днепровский комбайновый завод, Днепрошина, Агрегатный завод.

## Основные улицы
- проспект Леси Украинки
- проспект Сергея Нигояна
- Криворожская улица
- Криворожское шоссе
- улица Макарова
- Набережная Заводская улица
- улица Павлова
- Рабочая улица
- улица Строителей
- улица Независимости

## Транспорт
Станция метрополитена «Метростроителей», трамваи № 11, 12, 16, троллейбусы № 4, 8, 9, 19, А, Б, автобусы, маршрутки, железнодорожная станция «Краснополье» в одноимённом посёлке.